# Partisan Records
Partisan Records es una compañía discográfica independiente estadounidense fundada en el 2007 por Tim Putnam y Ian Wheeler. 
La discográfica se especializa en diversos estilos musicales, pero principalmente se enfoca en el rock y el indie rock.
Algunos de sus artistas salieron del club nocturno "Knitting Factory" en la cual la mayoría fueron totalmente fichados con Partisan Records.

## Algunos artistas de la discográfica
- Dolorean
- Eagulls
- Fontaines D.C.
- IDLES
- Laura Marling (Noah and the Whale)
- Mercury Rev
- Mountain Man
- The Black Angels
- The Dismemberment Plan
- The Standard